# Tachyoryctinae
Sous-famille
Tachyoryctinae est une sous-famille de rongeurs appartenant à la famille des Splacidés.

## Liste des genres
Selon Mammal Species of the World (version 3, 2005)  (31 mai 2016) et ITIS (31 mai 2016) :
- genre Tachyoryctes
  - Tachyoryctes ankoliae
  - Tachyoryctes annectens
  - Tachyoryctes audax
  - Tachyoryctes daemon
  - Tachyoryctes ibeanus
  - Tachyoryctes macrocephalus
  - Tachyoryctes naivashae
  - Tachyoryctes rex
  - Tachyoryctes ruandae
  - Tachyoryctes ruddi
  - Tachyoryctes spalacinus
  - Tachyoryctes splendens
  - Tachyoryctes storeyi